# Jacqueline Byers
Pour les articles homonymes, voir Byers.
Jacqueline Byers, née le 14 septembre 1989 à Toronto (Canada), est une actrice canadienne.
Elle est connue pour avoir joué dans la série CBS Salvation.

## Biographie
Jacqueline Byers grandit à Mississauga, en Ontario, où elle fréquente l'école secondaire Lorne Park (en) ; elle participe à des pièces de théâtre à l'école. Elle fréquente l'Université Queen's à Kingston où elle obtient un baccalauréat ès arts en théâtre et  fait également partie de l'équipe universitaire de crosse de l'école.
Elle commence sa carrière à l'âge de 12 ans, en se produisant dans des productions musicales locales d'Annie et Peter et Wendy (Peter Pan).

## Filmographie partielle

### Au cinéma
- 2003 : Blizzard (en) : la patineuse (créditée sous le nom de Jackie Byers)
- 2015 : Full Out (en) : Caity
- 2017 : Ordinary Days (en) : Cara Cook
- 2018 : Bad Samaritan :  Riley Seabrook
- 2019 : Home in Time : Zoe (court métrage)
- 2019 : You Are Here : Brittany
- 2022 : La Proie du diable :  Sœur Ann (rôle principal)

### À la télévision
- 2014 : Ascension :  Nora Bryce (mini-série)
- 2014 : The Strain : Cleo (épisode "The Box")
- 2016 : Timeless : Bonnie et Clyde#Bonnie Parke (épisode "Last Ride of Bonnie & Clydee")
- 2016 : Roadies :  Natalie Shayne (rôle récurrent)
- 2017-2018 : Salvation :  Jillian Hayes (casting principal)
- 2019 : Diggstown :  Rhonda LeBlanc (épisode "Nikki LeBlanc")

## Récompenses et distinctions
- Portland Comedy Film Festival 2019 : nommée au prix du meilleur ensemble d'acteurs pour Home in Time

- (en) Jacqueline Byers: Awards, sur l'Internet Movie Database